# Bharatpur
Bharatpur är en stad i nordvästra Indien. Den är administrativ huvudort för distriktet Bharatpur i delstaten Rajasthan. Befolkningen uppgick till cirka 250 000 invånare vid folkräkningen 2011. 
Bharatpurs numera förfallna befästningar motstod ett stormningsförsök från britterna 1805 men intogs 1827.